# Bambola sessuale

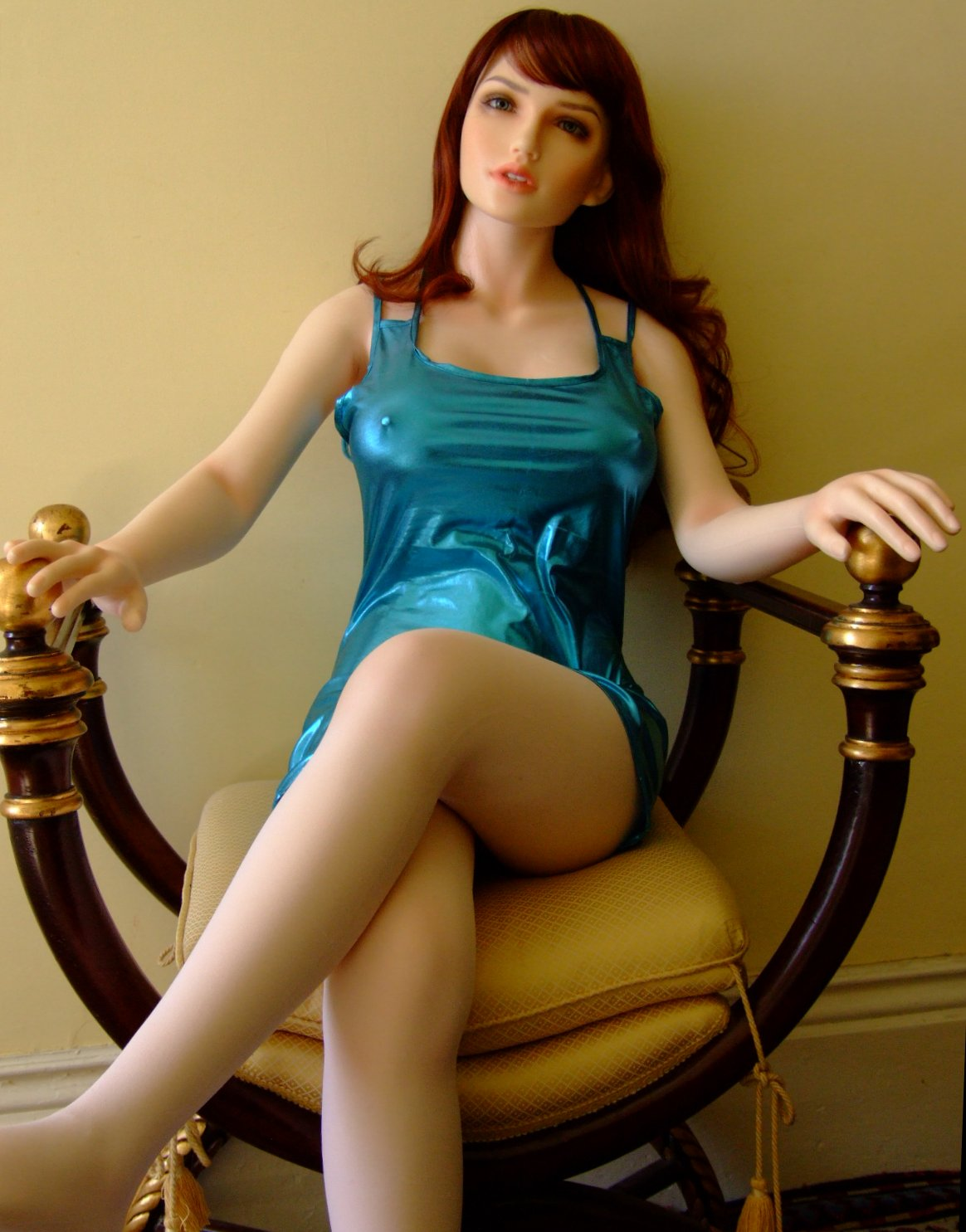
Una bambola sessuale

La bambola sessuale, a volte bambola gonfiabile, è un giocattolo sessuale che tenta di imitare il corpo umano per consentire degli atti sessuali simulati. La bambola può consistere in un corpo completo, viso, arti e così via, o essere composta solo dalla parte pelvica o comunque degli orifizi necessari alla copulazione (ano, vagina o pene e bocca). Questi orifizi sono in alcuni casi vibranti e possono essere rimovibili.
Tali bambole non devono essere confuse con i manichini anatomici (chiamati anche bambole anatomiche) che sono utilizzati durante interviste con bambini ritenuti vittime di abusi sessuali o come ausilio nell'ambito dell'educazione sessuale.

## Storia

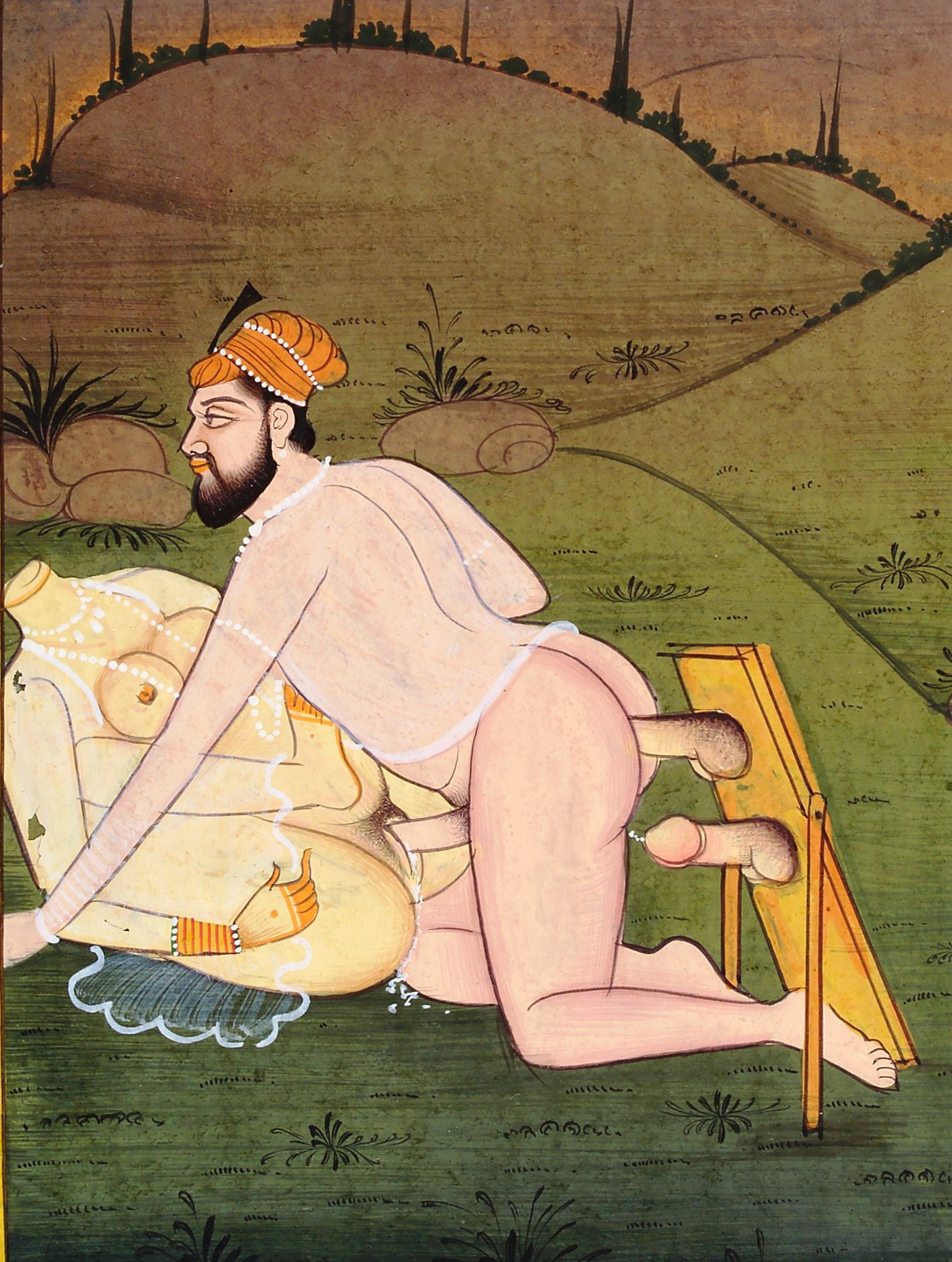
Illustrazione del XIX secolo di un Mughal intento a copulare con una bambola sessuale e con dildo montati su una tavola, conservata presso la Wellcome Library, Londra.

Le prime bambole sessuali furono usate già nel 1600. Note come dames de voyage, queste bambole di cotone e stoffa venivano usate dai marinai francesi e spagnoli durante i lunghi viaggi in mare. Nonostante esistano delle testimonianze scritte sull'esistenza delle dame da viaggio, non è stata ancora trovata una versione originale.

### Leggende metropolitane
Secondo una leggenda metropolitana il primo uomo ad ordinare una bambola sessuale fu lo stesso Hitler, il quale la commissionò nel 1941 al dottor Olen Hannusse. Pensata come uno degli oggetti vitali di ogni soldato del Reich, la bambola dalle fattezze ariane avrebbe permesso ai soldati una vita sessuale attiva senza il rischio di contrarre malattie veneree. Secondo questa storia, lo stesso Himmler disse:
Tuttavia, una bomba degli alleati distrusse la fabbrica che avrebbe dovuto realizzare il progetto, denominato Borghild.
Questo racconto presenta alcune falle. Anzitutto, come mostrato precedentemente, le bambole sessuali esistevano centinaia di anni prima del governo del Führer. Inoltre, due giornalisti tedeschi, Rochus Wolff e Jens Baumeister, hanno ricostruito indipendentemente l'uno dall'altro il percorso filologico di questa leggenda. Il primo giornale a riportare la notizia fu Bild, il quale riporta come unica fonte il sito borghild.de, gestito da Norbert Lenz. Analizzando dettagliatamente il sito riportato, i due giornalisti hanno scoperto che la documentazione era inaccurata, e le foto erano delle costruzioni di fantasia.
Sul tema nel 2009 il regista Myles Grimsdale produsse il cortometraggio The Borghilde Project, con protagonista Jaye Davidson.

## Tipologie

### Gonfiabili a basso costo
Le bambole di costo minore sono gonfiabili. Le bambole di questo tipo sono fatte di vinile saldato e sono visivamente meno rassomiglianti al prototipo maschile o femminile che rappresentano. Sono di più facile logorazione e possono essere rischiose per la salute, se contengono alte quantità di cloruro di vinile o ftalati.

### Mannequina costo medio
Le bambole di livello medio sono composte di lattice pesante senza giunture saldate, hanno capi in plastica somiglianti a quelli di un manichino, occhi in plastica o vetro e, a volte, alcune parti del corpo sono riempite d'acqua.
Anche in questo caso possono essere dannose per la salute in soggetti allergici. Tutte le bambole di lattice attualmente sul mercato sono prodotte in Francia o Ungheria.

### Bambole hi-tech
Le bambole più care (il cui costo nel 2006 parte da circa 6.000 euro) sono fatte di silicone o polimeri termoplastici. Queste bambole possono avere una rassomiglianza molto stretta con il corpo umano ed avere corpo e viso modellato su quello di una persona reale. Possono addirittura avere una pelle sintetica ottenuta con i materiali impiegati nel cinema e capelli veri. Queste bambole hanno di solito uno scheletro di PVC o metallo con le giunture snodate, in modo da poter essere messe in una infinita varietà di posizioni. Le bambole in silicone sono ovviamente più pesanti di quelle gonfiabili (che sono composte in gran parte di aria), ma pesano comunque circa la metà di una persona di pari dimensioni. Queste sono prodotte negli USA da Abyss Creations (la RealDoll), 1st-PC, Mimicon e altre; e in Giappone da Paper Moon, 4Woods, Orient Industries e altre. Nel 1998 Orient Industries, per distinguere il proprio prodotto di alta gamma rispetto alle comuni gonfiabili, adotta il termine "bambola d'amore", in seguito utilizzato generalmente a riferimento a di qualsiasi prodotto high-end in questo settore.
Le bambole in silicone sono abbastanza popolari in Giappone, dove sono conosciute come "Dutch Wives" (datch waifu, "mogli olandesi"). Il loro nome deriva dal termine utilizzato per definire lo "spesso supporto in rattan o bambù", usato per favorire il sonno in paesi umidi, tenendo sollevato il corpo sopra le lenzuola bagnate dal sudore.
Esiste anche un servizio di noleggio delle datch waifu a Tokyo, Mori no Doru. Il mercato è cresciuto anche in Occidente grazie all'anonimato dell'acquisto tramite internet oltre che agli standard qualitativi ed estetici che negli anni sono andati migliorando. Sono inoltre disponibili accessori per personalizzare la bambola secondo i propri gusti (vestiti, profumi, trucchi, etc.). In Europa, si stanno affermando perfino vere case d'appuntamento dove non vi sono prostitute, ma bambole sessuali disponibili a scelta.
Esistono infine bambole hi-tech interattive (dette anche sexbots), come quelle sviluppate dall'ingegnere spagnolo Sergi Santos, della Synthea Amatus, realizzate in TPE e dotate di intelligenza artificiale e di sensori corporei, in modo da rispondere adeguatamente al "partner" umano. Un'altra realizzazione di questo genere è la bambola Denise di RealDoll.

### Forme e novità
In Giappone sono acquistabili cuscini gonfiabili stampati con la foto a grandezza naturale di una attrice pornografica o un personaggio anime.
Alcune bambole hanno la forma di animali, pecore o mucche, ad uso prevalentemente goliardico o come regalo scherzoso, in modo analogo a gonfiabili transgender, anziani, alieni.
Alcune aziende producono bambole sessuali di stoffa, utilizzando la stessa tecnologia usata per i giocattoli di peluche.
Sono commercializzate con le fattezze di bambine, sia gonfiabili che ad alta tecnologia, in tal caso, in alcuni paesi costituiscono reato di pornografia infantile.

## Questioni morali
L'uso delle bambole sessuali solleva le stesse questioni morali che emergono oggi con l'uso dei sex robot: la preoccupazione maggiore è che l'uso delle sex dolls possa far perdere o impedire lo sviluppo della capacità di relazionarsi con altre persone. A forza di avere rapporti sessuali con le bambole, le persone si abituerebbero ad avere un partner sottomesso e sempre disponibile e, di conseguenza, una volta a contatto con altre persone, non sarebbero più in grado di accettare un rifiuto. 
Un'altra obiezione, poi, è che le bambole sessuali promuovano l'immagine della donna come oggetto e pertanto possano alimentare la violenza nei confronti delle donne (tuttavia esistono anche bambole "di sesso maschile", destinate a donne eterosessuali e uomini omosessuali).
Chi difende, invece, le bambole sessuali afferma che esse sono semplicemente dei giocattoli del sesso, che dal loro uso non si possono trarre conclusioni sul carattere o la moralità di una persona e che la maggior parte delle persone avrebbe la capacità di distinguere l'ambito della fantasia e del gioco da quello della realtà. Inoltre esse servirebbero anche per eliminare gradualmente la prostituzione e diminuire, non aumentare, i reati a sfondo sessuale.